# 최승원
최승원(崔乘源, 1976년 11월 10일 ~ )은 대한민국의 정치인이다. 제7대 인천광역시 남동구의원이었다.

## 학력
- 한국방송통신대학교 행정학과 졸업

## 경력
- 남동구 주민참여 예산제 연구회 실행 간사
- 생활체육 남동구 자전거 연합 회장
- 목민어린이집 이사
- 남동교육희망네트워크 집행위원장
- 인천연대 남동지부 사무국장
- 정의당 심상정 대표 노동특보
- 동부초등학교 운영위원
- 만수2동 새마을협의회 자문위원
- 심상정 대표 노동특보
- 간석3동, 만수2동, 만수3동, 만수5동 주민자치위원회 자문위원
- 2016.04 ~ 2018.06 제7대 인천광역시 남동구의회 의원
- 2016.04 ~ 2016.07 제7대 인천광역시 남동구의회 전반기 총무위원회 위원
- 2016.07 ~ 2018.06 제7대 인천광역시 남동구의회 후반기 의회운영위원회 부위원장
- 2016.07 ~ 2018.06 제7대 인천광역시 남동구의회 후반기 사회도시위원회 위원

## 역대 선거 결과
|  | 6.86% |

|  | 52.01% |

|  | 15.66% |

|  | 4.99% |